# Roco
Pour l’article ayant un titre homophone, voir Rocco.
Roco est une marque autrichienne de modèles réduits ferroviaires, fondée en 1960.

## Histoire
Basée à Salzbourg en Autriche, la compagnie ROCO Modellspielwaren GmbH a été fondée en 1960 par Heinz Rössler. Elle commença à produire les véhicules militaires miniatures de la série minitank. Le succès commercial de cette série a permis à l'entreprise de se développer dans le modélisme ferroviaire (échelles HO, N et TT).
Le matériel proposé en modèle réduit est celui des principaux réseaux européens (Allemagne, Autriche, Suisse, France, Benelux).
Le 15 juillet 2005, ROCO Modellspielwaren GmbH a été déclarée en cessation de paiement. Le 25 juillet, l'activité reprend dans le cadre de l'entreprise ROCO Modelleisenbahn GmbH qui a conservé la marque Roco et son logo.
Le 1er octobre 2007, la distribution des Minitank a été cédée au constructeur allemand de véhicules miniatures Herpa.

Logo de 2002 à 2005.
Logo avant 2002 puis de 2005 à 2022.